# Liste de jeux vidéo Pokémon
Les jeux vidéo Pokémon sont, à leurs origines, une série de jeux vidéo de rôle développé par Game Freak et publié par Nintendo. La licence est, par la suite, déclinée en plusieurs genres de jeu vidéo différents.
La série principale se compose, au Japon, de dix-neuf jeux de rôle et de six rééditions ayant pour personnage principal un jeune enfant de dix ans. Il récupère sa première créature, appelé « Pokémon », au laboratoire du professeur Pokémon de sa région. Excepté dans la version Jaune et les jeux Let's Go, dans laquelle le joueur se voit attribuer un Pikachu (ou un Évoli), il peut choisir une espèce parmi les trois proposées.
Contrairement à d'autres studios, Game Freak laisse aux développeurs externes le droit de dépeindre les Pokémon de la manière qu'ils souhaitent.

## Série principale
La licence Pokémon a d'abord commencé avec les jeux de rôle. Le but de ces jeux est de vaincre les autres dresseurs et de capturer toutes les espèces de Pokémon. Au Japon, il existe vingt-et-un jeux originels tandis qu'ailleurs dans le monde, seuls vingt jeux originels sont sortis. Les cinq rééditions sont sorties partout dans le monde.

## Séries dérivées principales

### Donjon Mystère
La licence Pokémon a sorti neuf jeux de rogue-like, appelés Pokémon Donjon Mystère. Le but de ces jeux est, comme tous les rogue-like, d'explorer les donjons et souterrains afin de terminer une quête.

### Ranger
La licence Pokémon a sorti trois jeux de rôle, appelés Ranger. Le but de ce jeu est de maintenir la paix entre les différents Pokémon en contrôlant certains.

### Stadium
La licence Pokémon a sorti six jeux de stratégie au tour par tour pour console de salon, basés sur la série principale sur console portable. Le but de ces jeux est d'affronter en combat d'autres Pokémon. Les jeux sont considérés comme faisant partie de la série principale au même titre que les jeux sur console portable,.

## Séries dérivées secondaires

### Trading Card Game
La licence Pokémon a sorti deux jeux de réflexion basés sur le jeu de cartes éponyme. Le but de ces jeux est de collectionner toutes les cartes Pokémon. En 2011, une version du jeu en ligne sort sur différents supports. 

### Flipper
La licence Pokémon a sorti deux jeux vidéo de type flipper. Le but de ces jeux est identique à un flipper traditionnel, et ajoute, comme dans la série principale, la possibilité de capturer les espèces de Pokémon, dans la balle, remplacée par une Poké Ball,.

### Puzzle
La licence Pokémon a sorti plusieurs jeux vidéo de type puzzle. Le but de ces jeux est d'associer trois, ou quatre blocs de la même couleur. Il existe également un jeu basé sur le picross.

### Rumble
La licence Pokémon a sorti cinq jeux de beat them all, appelés Rumble en Europe ou Scramble en Amérique du Nord.

### PokéPark
La licence Pokémon a sorti deux jeux vidéo de type party game.

### Détective Pikachu
La licence Pokémon a sorti un jeu vidéo de type réflexion, nommé Détective Pikachu, un autre étant en développement.

### Pokémon Snap
La licence Pokémon a sorti deux rail shooter à des dates très distantes.

## Autres jeux Pokémon
The Pokémon Company a sorti quatorze jeux sur un type unique, assez variés

## Minis-jeux

### Pokémon Mini
- Pokémon Party Mini ;
- Pokémon Puzzle Collection ;
- Pokémon Tetris Mini ;
- Pokémon Zany Cards ;
- Pokémon Pinball Mini ;
- Pokémon Puzzle Collection 2 ;
- Pichu Bros Party Mini ;
- Pokémon Race Mini ;
- Togepi Adventure ;
- Pokémon Breeder Mini.

### Pokédex 3D et 3D Pro
- Pokédex 3D ;
- Pokédex 3D Pro.